# فرهنگ بال

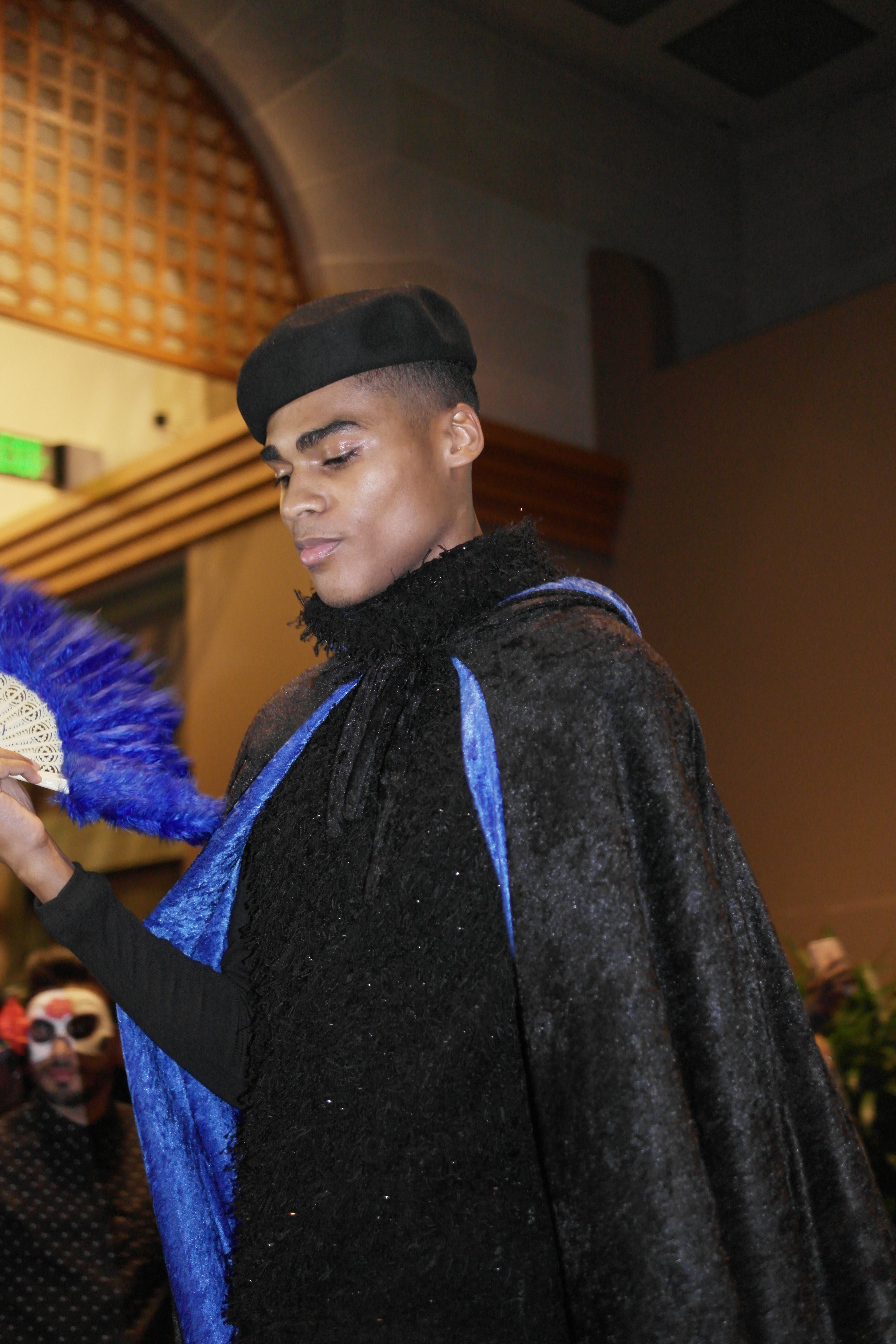
یک شرکت‌کننده در مسابقه در یک بال، موزه ملی هنر آفریقایی، ۲۰۱۶

فرهنگ بال (به انگلیسی: Ball culture)، فرهنگ درگ بال (به انگلیسی: Drag ball culture)، جامعه هاوس-بالروم (به انگلیسی: House-Ballroom cummunity) و نام‌های مشابه، یک زیر خرده فرهنگ دگرباشی زیرزمینی است که در ایالات متحده آغاز شد، که در آن افراد برای دریافت جوایز و افتخار "راه می‌روند" (یعنی رقابت می‌کند). شرکت کنندگان در بال، عمدتاً جوان سیاه‌پوست و لاتینوی دگرباش جنسی هستند. شرکت کنندگان می‌توانند در یک یا چند دسته از فعالیت‌های مختلف که برای تقلید دیگر جنسیت و کلاس‌های اجتماعی طراحی شده‌اند انجام دهند. این فعالیت‌ها می‌توانند رقص، وگ، و / یا قدم زدن باشند. این فرهنگ فراتر از صرفاً رویداد غیرمعمول است؛ چرا که اکثر شرکت کنندگان در فرهنگ بال، متعلق به گروه‌های شناخته شده به عنوان "خانه" هستند که ساختار خانواده را تقلید می‌کنند و حمایت مشابهی را ارائه می‌دهند.

## خانه‌ها
خانه‌ها به عنوان جایگزینی برای خانواده‌هاست که عمدتاً همجنسگرایان، تراجنسیتی، جنسیت ناسازگار سیاه‌پوست و لاتینو و یک فضای امن برای آنها هستند. خانه‌ها توسط به اصطلاح مادران و پدران هدایت می‌شوند که کودکان خانه خود را راهنمایی و حمایت می‌کند. خانه‌ها در بیش از ۱۵ شهر آمریکا، بیشتر در شمال شرقی وجود دارد. . این شهرها شامل نیویورک، نیوآرک، جرزی سیتی، فیلادلفیا، بالتیمور، واشینگتن دی سی، اوکلند و منطقه خلیج سانفرانسیسکو است. خانه‌هایی که بسیاری از جایزه‌ها را به دست می‌آورند به عنوان قهرمان به رسمیت شناخته می‌گردند. خانه‌های معروف شامل خانه آبنوس (که توسط ریچارد و لری ایبنی تأسیس شده‌است)، خانه نینجا (که توسط ویلی نینجا تأسیس شده‌است)، خانه آویانس (که توسط مادر جوآن آویانس تأسیس شده‌است)، خانه اتراوگانانا (که توسط هکتور اکستراوگنزا، یا هکتور واله و انجی اکستراوگنزا تأسیس شده‌است)، خانه شاهزادگان، خانه اینفینیتی، خانه میزراهی (تأسیس شده توسط آندره، جک، و هایدی میزراهی)، خانه لابیجا (تأسیس توسط کریستال لابیجا)، خانه دوپری (که توسط پاریس دوپری تأسیس شده‌است)، خانه آمازون (که توسط لوییمی مالدونادو تأسیس شده‌است)، خانه مجلر (که توسط دیوید، رالی و جولیان تأسیس شده‌است) خانه بالانسیاگا (که توسط هارولد بالنسیاگا تأسیس شده‌است) و خانه گارنون (تأسیس شده توسط ویتنی و شانون گارنون) هستند. به‌طور معمول، اعضای خانه نام خانوادگی خود را به نام خانه تغییر می‌دهند. از لحاظ تاریخی، در داخل خانه‌ها چهار دسته جنسیت وجود داشت: ملکه‌های بوچ، ملکه‌های زنانه، بوچ و زنان.

## رقابت

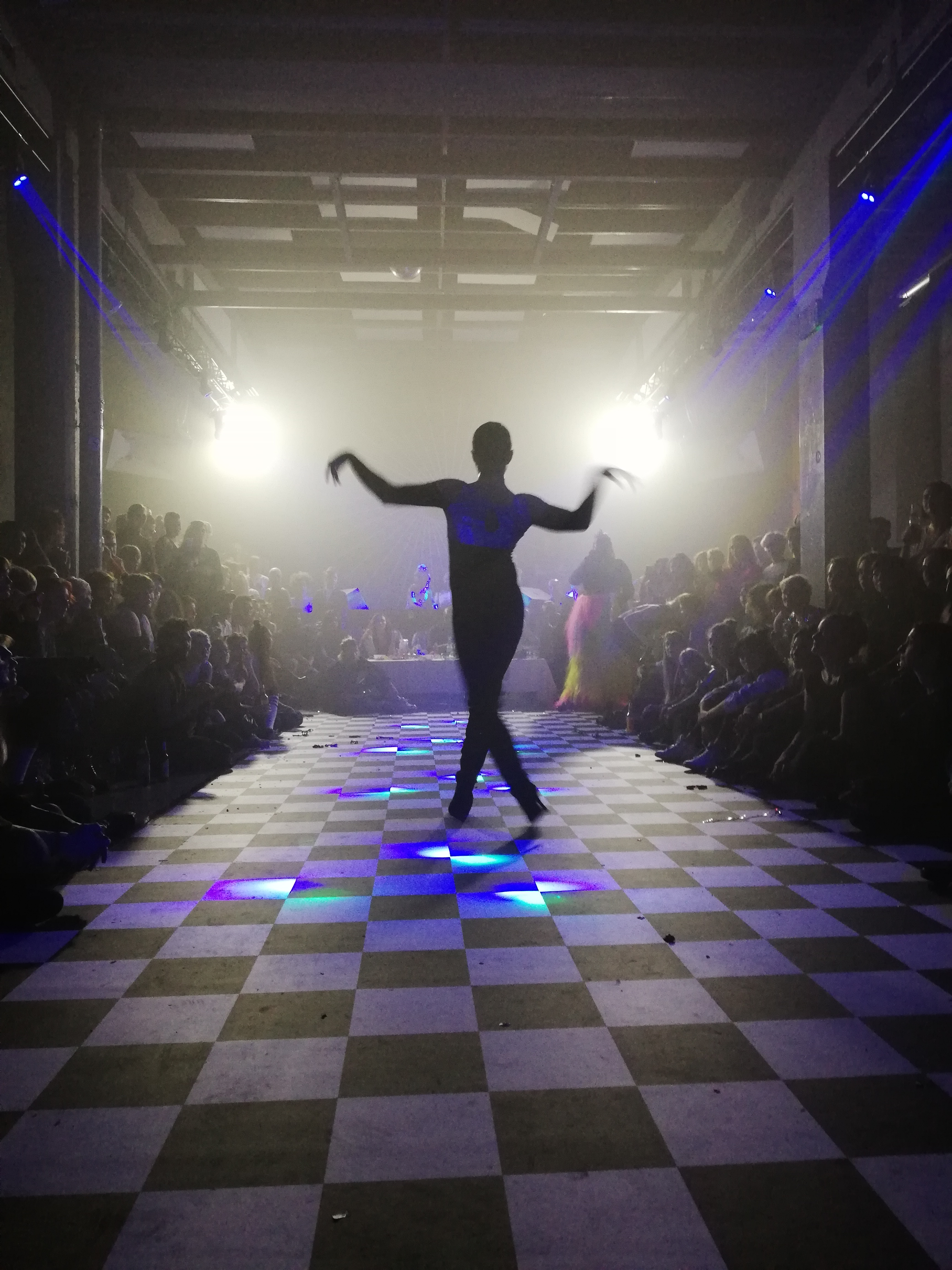
شرکت کننده در حال رفتن به سمت قضات در یک بال در سال ۲۰۱۸ در برلین

خانه‌ها در «بال» در برابر یکدیگر «قدم می‌زنند» (رقابت می‌کنند). قضاوت در این رقابت بر روی مهارت‌های رقص (وگ)، لباس، ظاهر، و نگرش است. شرکت کنندگان لباس را با توجه به رده رقابت هستند انتخاب می‌کنند، و انتظار می‌رود که نمایش «واقعی» و مناسب باشد. بال‌ها تحت تأثیر فشن هیپ هاپ و موسیقی قرار دارند. بزرگترین بال‌ها به مدت حدود ده ساعت طول می‌کشد و چندین رده همزمان رقابت می‌کنند. با تماشاچیان کمتر، تقریباً همه به رقابت می‌روند؛ برخی از جوایز به بلندی ۱۲ فوت (۳٫۷ متر)، و برنده جایزه بزرگ می‌تواند ۱۰۰۰ دلار یا بیشتر کسب کند. وگینگ شامل پنج عنصر: داک‌واک، کت‌واک، دستان، حرکت روی زمین، و چرخش هستند.